# Sumitomo Mitsui Construction
Sumitomo Mitsui Construction Co., Ltd. — глобальная строительная компания. Входит в кэйрэцу Sumitomo.

## История
Историю компании можно прослеживать, начиная с XVII века, с начала деятельности групп Sumitomo и Mitsui, но годом начала деятельности принято считать 1887, когда в рамках Mitsui было выделено строительное подразделение под названием Nishimoto-Gumi. Данная компания была акционирована в 1934 году как Nishimoto-Gumi Joint-Stock Co., Ltd. Название несколько раз менялось, пока в 1952 году не было изменено на Mitsui Construction Co., Ltd. 
Строительное подразделение группы Sumitomo было выделено в 30-х годах XX века и к 1962 году было оформлено в Sumitomo Construction Co., Ltd.
В 2003 году Mitsui Construction Co., Ltd. и Sumitomo Construction Co., Ltd. были объединены в Sumitomo Mitsui Construction Co., Ltd.

## Компания сегодня
На сегодняшний день Sumitomo Mitsui Construction является глобальной строительной компанией, деятельность которой помимо Японии сосредоточена в Китае, США, Кении, Индонезии, Сингапуре, Индии, Кении и некоторых других странах.
Компания строит помимо жилых и коммерческих зданий производственные объекты, автомобильные и железные дороги, мосты, туннели, электростанции, реставрирует исторические здания и многое другое.